# Вествілл (Індіана)
Вествілл (англ. Westville) — місто (англ. town) в США, в окрузі Лапорт штату Індіана. Населення — 5257 осіб (2020).

## Географія
Вествілл розташований за координатами 41°32′17″ пн. ш. 86°54′20″ зх. д. / 41.53806° пн. ш. 86.90556° зх. д. (41.537993, -86.905469).  За даними Бюро перепису населення США в 2010 році місто мало площу 8,00 км², уся площа — суходіл.

## Демографія
Згідно з переписом 2010 року, у місті мешкали 5853 особи в 1093 домогосподарствах у складі 705 родин. Густота населення становила 732 особи/км².  Було 1186 помешкань (148/км²).
Расовий склад населення:
| - 72,1 % — білих - 25,1 % — чорних або афроамериканців - 0,3 % — азіатів - 0,2 % — корінних американців - 1,6 % — осіб інших рас |

До двох чи більше рас належало 0,7 %. Частка іспаномовних становила 6,3 % від усіх жителів.
За віковим діапазоном населення розподілялося таким чином: 12,0 % — особи молодші 18 років, 82,5 % — особи у віці 18—64 років, 5,5 % — особи у віці 65 років та старші. Медіана віку мешканця становила 33,1 року. На 100 осіб жіночої статі у місті припадало 333,2 чоловіків;  на 100 жінок у віці від 18 років та старших — 416,5 чоловіків також старших 18 років.
Середній дохід на одне домашнє господарство  становив 54 700 доларів США (медіана — 46 806), а середній дохід на одну сім'ю — 56 480 доларів (медіана — 48 625). Медіана доходів становила 50 074 долари для чоловіків та 32 235 доларів для жінок. За межею бідності перебувало 25,7 % осіб, у тому числі 31,2 % дітей у віці до 18 років та 8,1 % осіб у віці 65 років та старших.
Цивільне працевлаштоване населення становило 921 осіб. Основні галузі зайнятості: роздрібна торгівля — 20,5 %, освіта, охорона здоров'я та соціальна допомога — 19,2 %, виробництво — 19,1 %.